# Elvis Crespo
Elvis Crespo (New York, 30 juli 1971) is een Puerto Ricaans-Amerikaans zanger die hoofdzakelijk merengue zingt. In 2000 won hij een Grammy Award, en in verschillende jaren enkele Latin Grammy Awards.
Enkele van zijn bekende nummers zijn:
- Suavemente
- Luna Llena
- Pintame
- Tu sonrisa
- Bailar

## Singles
| Single met eventuele hitnotering(en) in de Nederlandse Top 40 | Datum van verschijnen | Datum van binnenkomst | Hoogste positie | Aantal weken | Opmerkingen                                           |
| ------------------------------------------------------------- | --------------------- | --------------------- | --------------- | ------------ | ----------------------------------------------------- |
| Bailar                                                        | 2016                  | 25-06-2016            | 3               | 19           | met Deorro / Nr. 3 in de Single Top 100 / Alarmschijf |

- Biblioteca Nacional de España: XX1642130
- Bibliothèque nationale de France: cb141673119 (data)
- Gemeinsame Normdatei: 13290120X
- International Standard Name Identifier: 0000 0000 5518 336X
- Library of Congress Control Number: no98095899
- MusicBrainz: 776b2c10-31fe-4c4b-9982-f408279b80a9
- Nederlandse Thesaurus van Auteursnamen: 229933785
- Trove: 1563782
- Virtual International Authority File: 52862048
- WorldCat: E39PBJdx3rMQhBvtMmqdy3VBfq